# Elitaliana
Elitaliana S.p.a. è una compagnia elicotteristica italiana con sede a Roma.
È titolare della licenza di esercizio per il trasporto pubblico e del Certificato di Operatore Aereo (COA) rilasciato dall'Ente Nazionale per l'Aviazione Civile (ENAC). Dal 2009 gestisce il servizio di elisoccorso della Regione Lazio ed è impegnata in tutti i settori di impiego degli elicotteri: Search and Rescue (SAR), lavoro aereo, trasporto merci, trasporto off-shore, antincendio boschivo, servizi di disinfestazione e monitoraggio ambientale.
Elitaliana controlla Elitaliana Training Academy, impresa ATO (Approved Training Organization) certificata in accordo al Regolamento (UE) 1178/2011, la società di manutenzione aeronautica Elitaliana Maintenance certificata secondo la Part 145 e la G.A.M. Ground Aviation Maintenance, l'impresa che si occupa di progettazione e realizzazione delle elisuperfici.
Elitaliana è operativa su nove basi in Italia, di cui cinque sono destinate all'elisoccorso.

## Storia
Elitaliana S.p.a. è stata fondata nel 1964 e, dopo varie vicissitudini, rifondata sulla precedente FreeAir Helicopters.
La società ha iniziato le attività HEMS (Helicopter Emergency Medical Service) nel Lazio a partire dal 2001. Dal 1º luglio 2009 gestisce il servizio elisoccorso della Regione Lazio. Il contratto, della durata di nove anni, fu assegnato a seguito di una gara europea a evidenza pubblica. Le basi operative HEMS nel Lazio sono tre (Roma, Latina, Viterbo) tutte operative H24.
Dal 2000 gestisce invece in associazione temporanea di imprese (Ati) il servizio di elisoccorso per la Regione Calabria, con basi a Lamezia Terme (operatività H24) e Cosenza.
La Regione Lazio, con Determinazione n. G08410 del 28 Giugno 2022, ha escluso dall'ultima Gara Comunitaria aperta per l'affidamento del Servizio Medico di Emergenza in elicottero a Elitaliana, in quanto giudicata inaffidabile ai sensi dell'articolo 80 commi 4 e 5 lettere C/Bis e F/Bis del Decreto Legislativo n. 50/2016.

## Flotta
La flotta di Elitaliana S.p.a. è composta da 18 elicotteri.
La divisione elisoccorso ha in dotazione cinque AgustaWestland AW109S, due AW109E, due AW139 e tre AW169.
La Elitaliana Training Academy dispone di 4 elicotteri Robinson R22 e 3 Robinson R44.